# マルク・マリー・ド・ロ
マルク・マリー・ド・ロ（フランス語：Marc Marie de Rotz, 1840年3月26日 - 1914年11月7日）は、カトリック・パリ外国宣教会所属のフランス人宣教師（司祭）である。1868年（慶応4年）6月に来日し、長崎県西彼杵郡外海地方（現・長崎県長崎市外海地区）において、キリスト教宣教活動の傍ら、貧困に苦しむ人々のため社会福祉活動に尽力した。

## 生涯
1840年3月27日、フランスノルマンディー地方バイユー近郊のカルヴァドス県ヴォシュロール（ヴォスュロール）村（Vaux-sur-Aure（フランス語版））でナポレオンの血を引く貴族の家に生まれる。両親と主任司祭チュバンルーとによる厳格な教育を受けた。1848年（嘉永元年）、オルレアンの聖十字架学院に入学。
1860年、オルレアン神学校に入学。1862年、パリ外国宣教会神学校に転入学。1863年、病気のため退学。帰郷ののち、バュー大神学校に入学。1865年、同神学校卒業後、司祭に叙階された。1866年カン市の聖ジュリアン教会補佐司祭に就任。1867年、パリ外国宣教会入会。
1868年（慶応4年）6月、司祭のベルナール・プティジャンが帰国中に印刷技術を持った宣教師を募集したのに応じて来日した。長崎で宣教に従事したのち、1871年（明治4年）に横浜へ転属し、日本最初の石版印刷を始め『聖務日課』『教会暦』など7種の本を刊行した。1871年（明治4年）、横浜に来たサン・モール会（現：幼きイエス会）の修道女のために修道院を建築。
1873年（明治6年）、浦上の信徒らが浦上四番崩れによる流刑から釈放されたのを機会に長崎に戻り、印刷物の発行を行った。翌1874年（明治7年）7月、長崎港外の伊王島で赤痢が発生し浦上地区まで広がり、流罪によって衰弱していた浦上信徒に蔓延したのを受け、ド・ロは毎日患者の家まで薬箱を下げて通い、予防方法等について説いて回った。
1878年（明治11年）、出津教会主任司祭として赴任し、カトリックに復帰した信者やカクレキリシタンが多く住んでいた外海地区（黒崎教会、出津教会）の司牧の任にあたった。ド・ロは、この地域の人々の生活が貧しく孤児や捨て子も多く、特に海難事故で一家の働き手である夫や息子を失った家族が悲惨な生活を送っていることを知り、1880年（明治12年）に孤児院を開設し、1883年（明治16年）には救助院（黒崎村女子救助院）を設立して授産活動を開始する。この施設に修道女として入った婦人たちは、ド・ロの技術指導に基づいて織布、編物、素麺、マカロニ、パン、醤油の製造などを行った。ここで製造されたシーツやマカロニ、パンなどは外国人居留地向け、素麺や醤油などは内地向けに販売された。1886年（明治19年）には、住民を伝染病から救済するため「ド・ロ診療所」を開設し、社会福祉事業に挺身した。1914年（大正3年）11月6日、大浦天主堂司教館（旧長崎大司教館）建築現場で足場から転落、それが元で持病が悪化し、翌日の11月7日に死去した。遺骸は出津に運ばれ、小高い丘陵にある共同墓地に埋葬された。

## 人物・功績

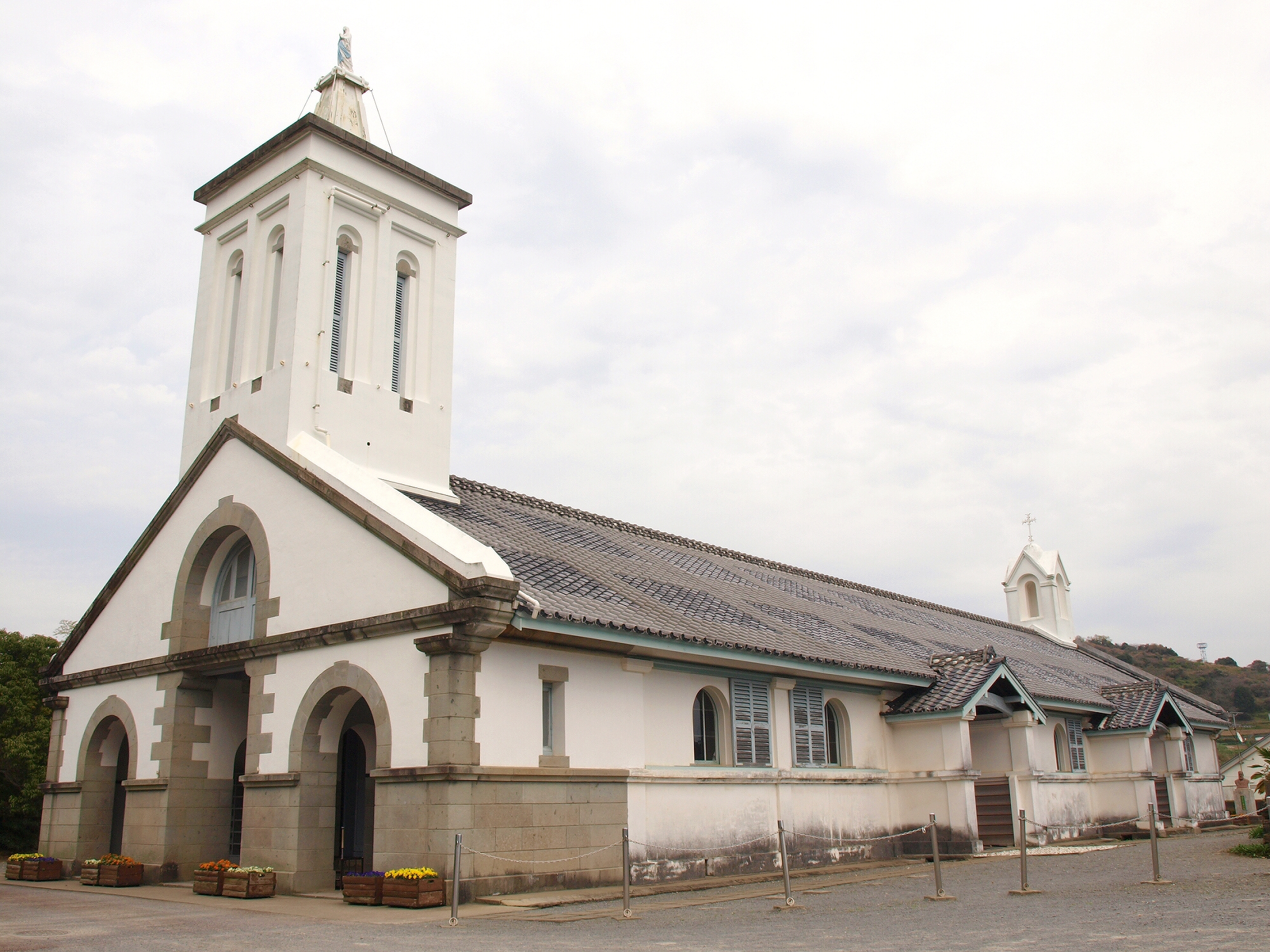
カトリック出津教会

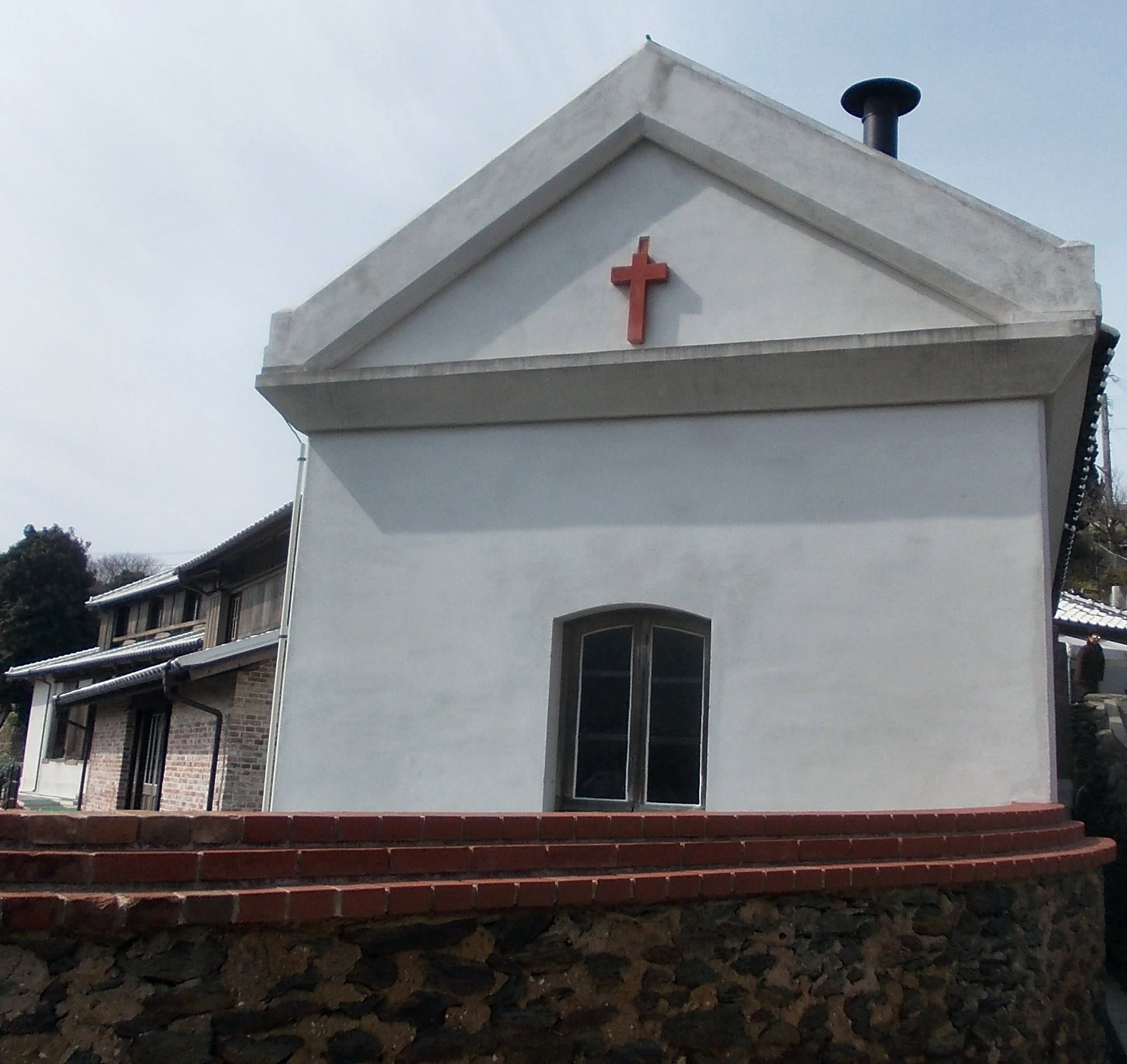
旧出津救助院

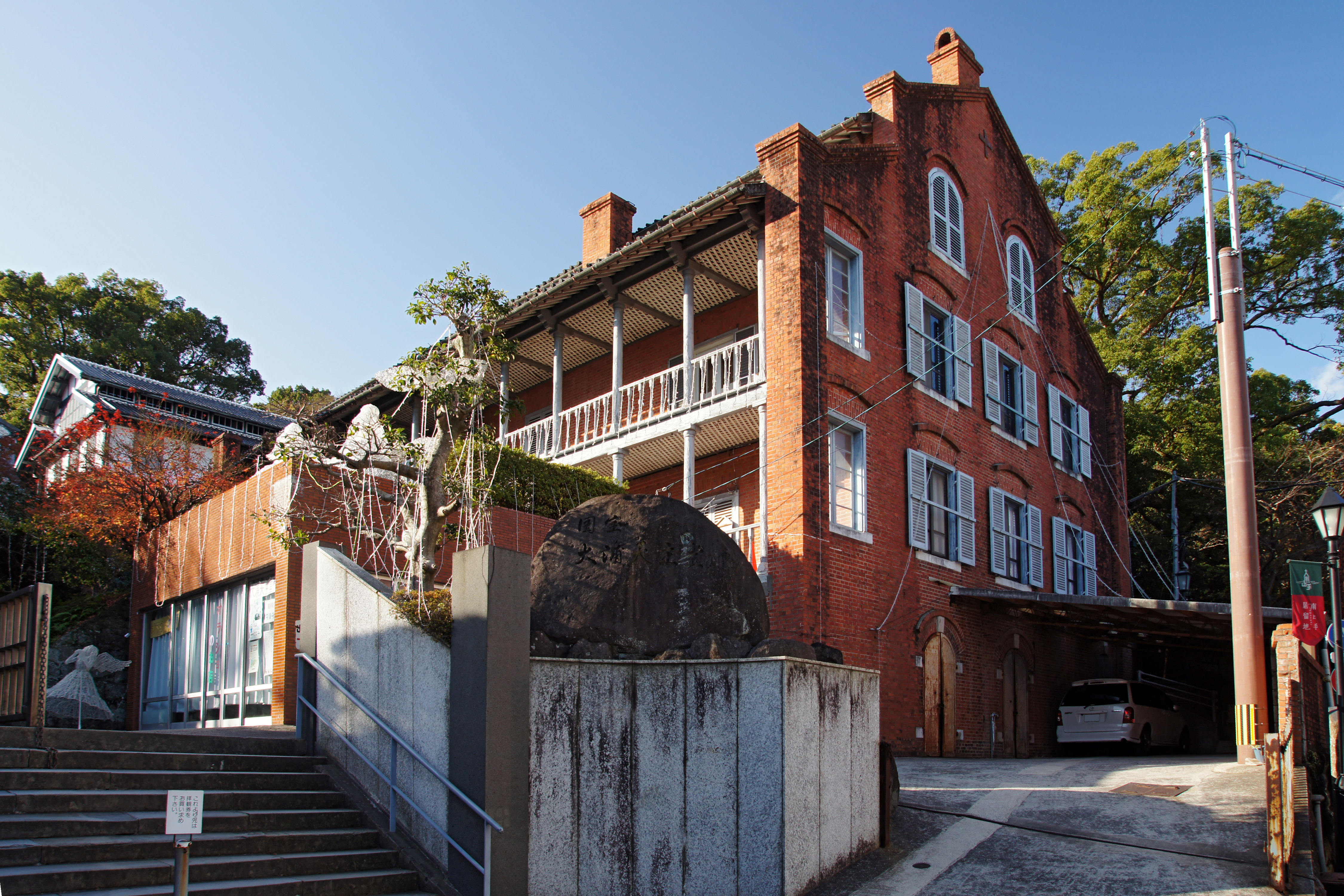
旧長崎大司教館

貴族の家に生まれたド・ロは、施設建設や事業のために私財を惜しみなく投じ、フランスで身につけた農業・印刷・医療・土木・建築・工業・養蚕業などの広範な分野に渡る技術を外海の人々に教え、「ド・ロさま」と呼ばれ親しまれた。
地域の貧困者や海難事故で未亡人となった女性を進んで雇い、西洋式の機織や日本初のマカロニ（パスタ）製造工場でもある「そうめん工場」を造り、人々の宗教的指導者であるとともに地域の経済的発展にも貢献した。また、農業用地を買い取り、フランスから持ち込んだ農耕用具で自ら開墾を行ったほか、当時の日本では珍しかったドリルや滑車なども彼が持ち込み、20世紀初頭の西洋と長崎の文化的掛け橋となるとともに、あらゆる分野でその功績を残している。外海地区の住民たちに伝えた製麺技術は一旦完全に途絶えたが、町興しの一品として「ド・ロ様そうめん」と名付けられた商品が販売されている。
ド・ロが設計・建築に携わった数々の教会堂は、ゴシック様式を踏襲しながらも、扉を引き戸にして大工の技術を生かしたり、木造建築ならではの柱と梁の配置としたりするなど、日本の伝統文化を重んじた建築様式が特徴である。当時の厳しい環境下において実現したこれら建築物には一見の価値がある。
1875年に大浦天主堂の隣に建設した長崎公教神学校（旧羅典神学校）の校舎は、1972年に旧羅典神学校として国の重要文化財に指定された。長崎公教神学校は、現在は移転して長崎カトリック神学院となっている。
ド・ロが設計・指導を手がけた出津教会堂、大野教会堂、旧羅典神学校、旧大司教館および、社会福祉事業に関連する遺跡（ド・ロ神父遺跡、旧出津救助院）は、ユネスコの世界遺産（文化遺産）暫定一覧表へ登録された「長崎の教会群とキリスト教関連遺産」に加えられている。

## 略歴
- 1840年3月27日 - フランスのノルマンディー地方に生まれる。
- 1865年 - 司祭に叙階される。
- 1867年 - パリ外国宣教会に入会。
- 1868年 - 宣教のため来日。
- 1873年 - 大浦天主堂付となる。
- 1875年 - 大浦天主堂の隣に長崎公教神学校（旧羅典神学校）を建設。
- 1878年 - 外海地区（黒崎教会、出津教会）の主任司祭に着任。
- 1879年 - 福祉活動を目的として「聖ヨゼフ会」を創立（お告げのマリア修道会の前身）。
- 1882年 - 出津教会聖堂を建設、ここを宣教の拠点とした。
- 1883年 - 出津救助院を建設、ここを社会福祉事業の拠点とした。
- 1885年 - 外海の貧しい人々が、自分の村で働き、生活できるようにするためにイワシ網工場を建設。
- 1886年 - ド・ロ診療所を開設。
- 1898年 - 出津の野道に共同墓地を新設。
- 1914年11月7日 - 大浦天主堂にて死去。
- 1915年 - 大浦天主堂司教館竣工。

## 関連施設
- ド・ロ神父記念館[4]
- 旧羅典神学校（国の重要文化財）- 日本における最初の作品
- 旧カトリック長崎大司教館（県文化財）- 生涯最後の作品
- 道の駅夕陽が丘そとめ（特産物として「ド・ロ様そうめん」を販売している）

## 著書
- 聖年祝日 校刻 M.M.ド・ロ、1877年[注釈 1]
- 産業上に付て佛國宣教師ド・ロ氏の口述筆記 中村近藏編、中村近藏、1890年[注釈 2]

## 関連書籍
- 三沢博昭 『大いなる遺産 長崎の教会』（智書房、2000年） ISBN 4434002651
- 『長崎遊学2 長崎・天草の教会と巡礼地完全ガイド』（長崎文献社、2005年） ISBN 4888510911
- 片岡弥吉 『ある明治の福祉像　ド・ロ神父の生涯』（NHKブックス：日本放送出版協会 1977年）
  - 『ド・ロ神父―世界遺産 出津の福祉像』（片岡弥吉全集 別冊、智書房 2019年）
- フランシスク・マルナス『日本キリスト教復活史』みすず書房、1985年 ISBN 4-622-01258-8
- Gilles van Grasdorff, La belle histoire des Missinos étrangères 1658-2008, Paris, Perrin, 2007.
- Gilles van Grasdorff, À la découverte de l'Asie avec les Missions étrangères, Paris, Omnibus, 2008.
- 来日西洋人事典〔増補改訂普及版〕日外アソシエーツ 武内 博著（1995年）
- 日本に眠るパリ外国宣教会宣教師列伝 武内 博著
- 中村和子『ド・ロ神父の埋もれていた12通の手紙 : 禁教令解除後の宣教の苦難』ブイツーソリューション, 2024